# Jessica Plummer
Jessica Plummer, född 16 september 1992 i Wandsworth, London, är en brittisk sångare och skådespelare. 

## Biografi
Jessica Plummer ingick mellan 2013 och 2015 i den brittiska tjejgruppen Neon Jungle vars debutalbum som bäst placerade sig på en åttonde plats den brittiska försäljningslistan. Hon har även medverkat under två säsonger i den brittiska såpoperan Eastenders där hon spelade Chantelle Atkins. I TV-serien The Girl Before spelade hon Emma och blev nominerad till en BAFTA  award för bästa kvinnliga biroll. I The Decameron spelade hon, Filomena, en av huvudrollerna.

## Filmografi (i urval)
- 2019–2020 – Eastenders (TV-serie)
- 2021 – The Girl Before (TV-serie)
- 2024 – The Decameron (TV-serie)
- 2025 – Saknar dig (TV-serie)